# Döttrenåive
Döttrenåive är ett naturreservat i Arvidsjaurs kommun i Norrbottens län.
Området är naturskyddat sedan 1997 och är 2,5 kvadratkilometer stort. Reservatet omfattar en del av sydöstsluttningen av berget Sör-Döttern. Reservatet består främst av tall med gran kring en bäck.